# Annie Camp
Annie Camp ist eine US-amerikanische Cellistin und Musikpädagogin.
Die aus Atlanta stammende Annie Camp studierte an der Juilliard School bei Leonard Rose, Lorne Munroe, Joseph Fuchs, Martha Gerschefski und Wolfgang Laufer. Sie besuchte Meisterklassen von Joel Krosnick und Janos Starker  und erwarb an der New York School for Strings ein  Zertifikat als Musikpädagogin bei Louise Behrend, einer Schülerin von Shinichi Suzuki. Danach unterrichtete sie die Streichorchester des Brooklyn Conservatory of Music und des New York Public School System, später wurde sie Cellolehrerin am Berry College und der Lee University und Leiterin der Streicherarbeitlung an der Darlington School in Rome/Georgia.
In ihrer New Yorker Zeit trat sie u. a. mit dem  LYRA String Quartet, dem Dal Sego Piano Trio, dem Da Capo String Quartet und dem Ensemble Jazz a Cordes of New York City auf. Sie war sieben Jahre Mitglied des Alabama Symphony Orchestra und ging dann zum Chattanooga Symphony Orchestra. Daneben trat sie mit Orchestern wie dem Atlanta Symphony Orchestra, den Orchestern der Atlanta Opera und des Atlanta Ballet, dem Atlanta Chamber Orchestra, der Greenville Symphony, dem Lee University Chamber Orchestra und dem DeKalb Community Orchestra auf.